# 科泰什蒂鄉
45°39′N 27°03′E / 45.650°N 27.050°E
科泰什蒂鄉（羅馬尼亞語：Comuna Cotești, Vrancea），是羅馬尼亞的鄉份，位於該國東部，由弗朗恰縣負責管轄，面積41平方公里，海拔高度230米，2002年人口5,006，人口密度每平方公里121人。